# Брискорн, Пётр Иванович
Пётр Иванович Брискорн (1812—1876) — генерал-лейтенант, герой Крымской войны.

## Биография
Родился в 1812 году, происходил из дворян Великого княжества Финляндского. В военную службу вступил 22 апреля 1833 года в артиллерию.
В 1848 году был произведён в подполковники. Служил на Кавказе и неоднократно принимал участие в походах против горцев.
Во время Восточной войны Брискорн командовал поочерёдно батарейными № 2 и № 1 батареями Кавказской гренадерской артиллерийской бригады и принимал участие в нескольких сражениях с турками. 28 декабря 1854 года он за отличие в сражении при Кюрюк-Дара был награждён орденом св. Георгия 4-й степени (№ 9563 по кавалерскому списку Григоровича — Степанова)
Находясь со вверенной ему батареей при Кавказской гренадерской резервной бригаде, назначенной для прорвания неприятельского центра, сначала действовал прицельными выстрелами, а потом, продвигаясь вперёд под перекрестным ружейным и артиллерийским огнём, и быстро заменяя потерю людей и лошадей, он с расстояния 250-ти саж. заставил замолчать всю центральную неприятельскую батарею, превосходившую его числом орудий. Подойдя затем на 70 сажен и быстро снявшись с передков, он частым картечным огнём отразил три турецких батальона бросившиеся на батарею, и приведя их тем в расстройство, весьма много способствовал к переходу наших войск к дальнейшему наступлению. Действием своей батареи он довершил конечное поражение неприятеля.
Ранее, 1 апреля 1854 года, он за сражение при Баяндуре был награждён золотой саблей с надписью «За храбрость».
В 1855 году Брискорн был произведён в полковники, 19 апреля 1864 года — в генерал-майоры с назначением окружным интендантом Московского военного округа, затем он был окружным интендантом Кавказского военного округа. В июне 1870 года уволен в отставку с производством в генерал-лейтенанты.
Скончался 19 мая 1876 года в Санкт-Петербурге, похоронен на кладбище Новодевичьего монастыря.

## Награды
Среди прочих наград Брискорн имел ордена:
- Орден Святого Станислава 3-й степени (1845 год)
- Орден Святого Владимира 4-й степени с бантом (1850 год)
- Орден Святой Анны 2-й степени (1852 год)
- Золотая сабля с надписью «За храбрость» (1 апреля 1854 года)
- Орден Святого Георгия 4-й степени (28 декабря 1854 года)
- Орден Святого Владимира 3-й степени (1866 год)
- Орден Святого Станислава 1-й степени (1868 год)